# 쇼흐루흐 가도예프
쇼흐루흐 가도예프(우즈베크어: Shohrux Gadoyev, 러시아어: Шохрух Гадоев, 1991년 12월 31일 ~ )는 우즈베키스탄의 축구 선수로 포지션은 미드필더이다. K리그 등록명은 가도에프이다.

## 클럽 경력
2012년 우즈베키스탄 리그 나사프 카르시를 통해 프로에 데뷔했으며, 2016년 카타르의 무하라크 클럽에 입단하며 처음으로 해외 무대에 진출하였다. 2016년에는 부뇨드코르로 이적했으며, 잠시 FK 부하라로 임대 이적하기도 하였었다.
2018년 대전 시티즌으로 이적하였다. 2018년 4월 1일 열린 광주 FC와의 경기에서 대전 입단 후 첫 골을 기록했다.

## 국가대표 경력
2013년 서울월드컵경기장에서 열린 대한민국 축구 국가대표팀과 2014년 FIFA 월드컵 예선전에 출전하기도 하였다.